# Sint-Antoniuskerk (Lomm)

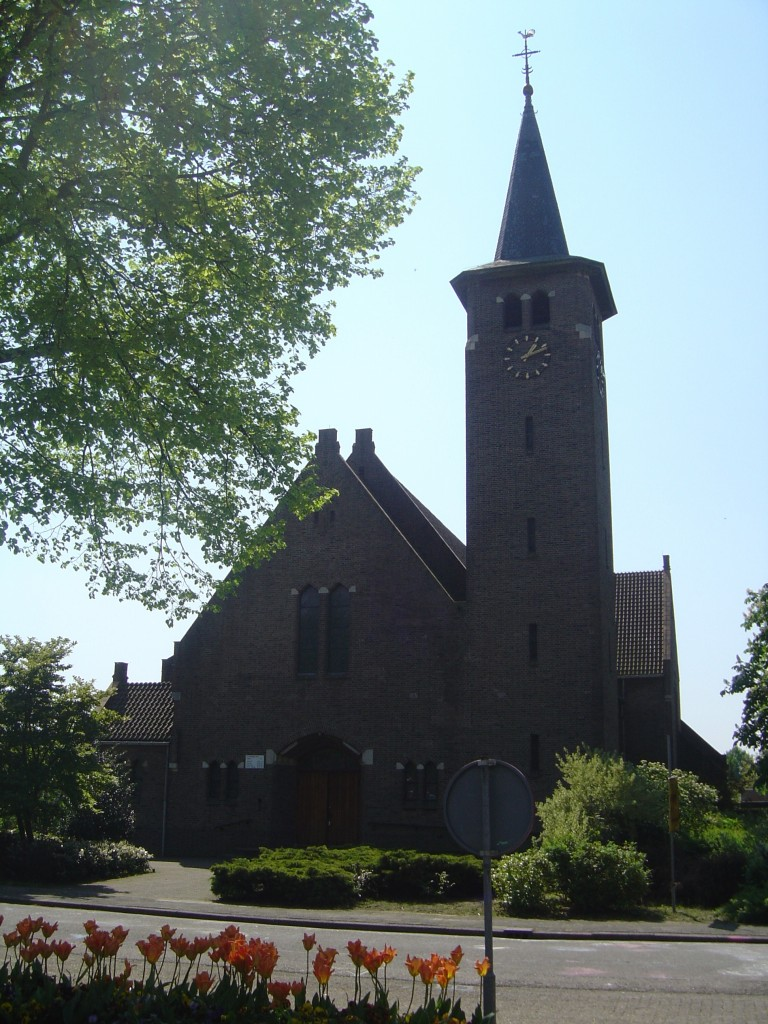
Sint-Antonius Abtkerk

De Sint-Antoniuskerk is de parochiekerk van Lomm in de gemeente Venlo in de Nederlandse provincie Limburg. De kerk is gewijd aan Antonius Abt en gelegen aan Kapelstraat 15.
Op ruim 300 meter naar het noordoosten staat de Sint-Barbarakapel.

## Geschiedenis

### Kapel
In Lomm lag een aan Antonius Abt gewijde kapel, waarvan reeds in de 16e eeuw melding werd gemaakt. In 1669 was er sprake van een eigen rector, die afhankelijk was van de pastoor van Arcen. In 1671 werd een eenbeukig schip gebouwd. In 1871 werd het schip vergroot. In 1881 werd de kapel gerestaureerd door Caspar Franssen. De vlakke zoldering werd daarbij vervangen door een gewelf. In 1937 werd een nieuwe rectoraatskerk in gebruik genomen die in 1938 tot parochiekerk werd verheven, en de kapel werd voortaan gebruikt als gemeenschapszaal. Tijdens de Tweede Wereldoorlog vonden de paters van Missiehuis Sint Paul hier onderdak, maar van eind november 1944 tot maart 1945 werd de kapel verwoest door geallieerd vuur. In 1959 werden de resten ervan gesloopt.

### Kerk
De, eveneens aan Antonius Abt gewijde, kerk van 1937 werd ontworpen door Frans Stoks. Het was een bakstenen kruisbasiliek in traditionalistische stijl, die op 150 meter afstand van de kapel werd gebouwd. Ook de kerk werd in de Tweede Wereldoorlog zwaar beschadigd, onder meer aan de toren en de achterste twee traveeën. Van 1948-1949 werd de schade weer hersteld. In de kerk bevindt zich een 18e-eeuws Antoniusbeeld dat uit de kapel afkomstig is. In 1960 werd door Wim van Hoorn ook een stenen Antoniusbeeld vervaardigd, dat zich in de kerk bevindt. 
De viering van het Antoniusfeest, en de komst van vele pelgrims, vond vooral plaats in de eerste helft van de 20e eeuw.